# Устянська волость
Устянська волость — адміністративно-територіальна одиниця Ольгопільського повіту Подольської губернії.
Станом на 1885 рік складалася з 23 поселень, 14 сільських громад. Населення 17345 осіб (8629 чоловічої статі та 8716 — жіночої), 2416 дворових господарств.
|                     | Площа, дес. | У тому числі орної, десятин |
| ------------------- | ----------- | --------------------------- |
| Сільських громад    | 15854       | 13214                       |
| Приватної власності | 9357        | 6137                        |
| Надільної власності | 8216        | 3445                        |
| Іншої власності     | 576         | 421                         |
| Загалом             | 34003       | 23217                       |

Найбільші поселення волості станом на 1885:
- Устя — колишнє власницьке містечко при річці Дохна за 25 верст від повітового міста, 2425 мешканців, 378 дворів, православна церква, школа, лікарня, 4 постоялі будинки, водяний млин, цегельний та цукробуряковий заводи. За 6 верст — переправа через Буг.
- Бершадські Берізки — колишнє власницьке село при річці Буг, 1125 мешканців, 162 двори, православна церква, школа, постоялий будинок, водяний млин.
- Велика Киріївка — колишнє власницьке село при річці Дохна, 1968 мешканців, 210 дворів, православна церква, школа, 2 постоялих будинки, 2 водяних млини.
- Кидрасівка — колишнє власницьке село при річці Яланець, 949 мешканців, 155 дворів, православна церква, школа, постоялий будинок.
- Лугова — колишнє власницьке село при річках Дохна та Буг, 650 мешканців, 114 дворів, православна церква, школа, постоялий будинок, водяний млин.
- Мала Киріївка — колишнє власницьке село, 914 мешканців, 168 дворів, православна церква, школа, 2 постоялих будинки.
- Маньківка — колишнє власницьке село при річці Буг, 1459 мешканців, 189 дворів, православна церква, школа, 2 постоялих будинки, 2 водяних млини, поромна переправа.
- Осіївка — колишнє власницьке село, 1274 мешканці, 233 двори, 2 православні церкви, школа, 2 постоялих будинки.
- Вільшанка — колишнє власницьке село, 551 мешканці, 102 двори, православна церква, школа, постоялий будинок.
- Поташня — колишнє власницьке село, 1062 мешканці, 180 дворів, православна церква, школа, постоялий будинок.
- Солгутове — колишнє власницьке село при річці Буг, 800 мешканців, 128 дворів, православна церква, школа, постоялий будинок, лавка, 4 водяних млини.
- Соломіївка — колишнє власницьке село при річці Буг, 634 мешканці, 112 дворів, православна церква, школа, водяний млин, винокурний завод.
- Шумилів — колишнє власницьке село при річці Буг, 719 мешканців, 115 дворів, православна церква, школа, постоялий будинок, 2 водяних млини, поромна переправа.